# Bob Geldof
Robert Frederick Zenon „Bob” Geldof, irl. Roibeard Mac Giolla Dhuibh (ur. 5 października 1951 w Dublinie) – irlandzki wokalista, autor tekstów piosenek, aktor (zagrał główną rolę Pinka w filmie Alana Parkera Ściana), działacz społeczny i biznesmen.

## Życiorys
Jego dziadek ze strony ojca był imigrantem z Belgii, zaś babka, Amelia Falk, była angielską Żydówką z Londynu. Matka Geldofa zmarła, gdy miał ok. 6-7 lat.
Pracował jako rzeźnik, pracownik przy puszkowaniu grochu oraz jako dziennikarz muzyczny.
W 1975 roku założył zespół The Boomtown Rats, którego największa popularność przypada na lata 1977-1980. Napisał jeden z największych przebojów muzyki rozrywkowej, doby lat 80. – pt. I Don’t Like Mondays.
W 1984 Bob Geldof namówił kilkudziesięciu artystów, by nagrali skomponowaną przez niego i Midge Ure’a z zespołu Ultravox piosenkę „Do They Know It’s Christmas?”, a dochód ze sprzedaży wydawnictwa przeznaczono na pomoc głodującej Afryce. Nieformalny zespół przyjął nazwę Band Aid. Niebywałe powodzenie przedsięwzięcia spowodowało, że 13 lipca 1985 roku zorganizował, również przy pomocy Midge Ure’a, w Londynie (na stadionie Wembley) i Filadelfii (stadion JFK) wielkie koncerty charytatywne pod hasłem Live Aid. Udział wzięło w nich ponad 50 wykonawców, w tym takie sławy jak Led Zeppelin, Queen, Paul McCartney, Bob Dylan, Sting, Dire Straits, Mick Jagger, The Beach Boys, Madonna, Elton John, David Bowie, Phil Collins (zagrał na obu kontynentach), Tina Turner, B.B. King, U2, The Who i Wham!. Dzięki tej akcji zebrano ponad 100 milionów dolarów dla ofiar głodu w Afryce.
W 1992 wziął udział w koncercie The Freddie Mercury Tribute Concert, wykonując piosenkę „Too Late God”.
W 2005 roku w 10 miastach na całym świecie, razem z Bono, zorganizował koncerty w ramach akcji Live 8. Ich celem było zwrócenie uwagi polityków grupy G8 na problemy, z którymi boryka się Afryka: głód, bieda, bezrobocie czy AIDS. Koncerty odbyły się w Filadelfii, Londynie i Eden w Kornwalii (Wielka Brytania), Paryżu, Berlinie, Rzymie, Tokio, Moskwie i w Barrie w kanadyjskim Ontario.
Za działalność charytatywną dwukrotnie (1985 i 2005) otrzymał nominację do Pokojowej Nagrody Nobla, a brytyjska królowa nadała mu w 1986 roku Order Imperium Brytyjskiego, czyniąc go tym samym szlachcicem. W 2005 uhonorowano go nagrodą MTV Free Your Mind. W roku 2008 odebrał honorowy tytuł doktora za swój wkład w muzyce rozrywkowej oraz za humanitaryzm.

## Dyskografia
- Deep in the Heart of Nowhere (1986)
- Vegetarians of Love (1990)
- The Happy Club (1993)
- Sex, Age & Death (2001)
- How to Compose Popular Songs That Will Sell (2011)

## Aktorstwo
Geldof jako początkujący artysta został namówiony przez managerów do wzięcia udziału w przedsięwzięciu zespołu Pink Floyd pod tytułem The Wall. W filmie mającym premierę w 1982 roku zagrał główną postać Pinka.
Role filmowe:
- Mauvaise fille (2012) jako Georges
- Numer jeden (1985) jako Harry Gordon
- Ściana (1982) jako Pink[4][5]

## Życie prywatne
W 1986 roku ożenił się z jedną ze swoich fanek Paulą Yates.